# 金江镇 (香格里拉市)
金江镇，是中华人民共和国云南省迪庆藏族自治州香格里拉市下辖的一个乡镇级行政单位。

## 行政区划
金江镇下辖以下地区：
新建村、兴隆村、安乐村、吾竹村、车轴村、仕达村和兴文村。